# Rittergut Pölzig

Das ehemalige Schloss

Das Rittergut Pölzig steht in der Gemeinde Pölzig im Landkreis Greiz in Thüringen.

## Geschichte

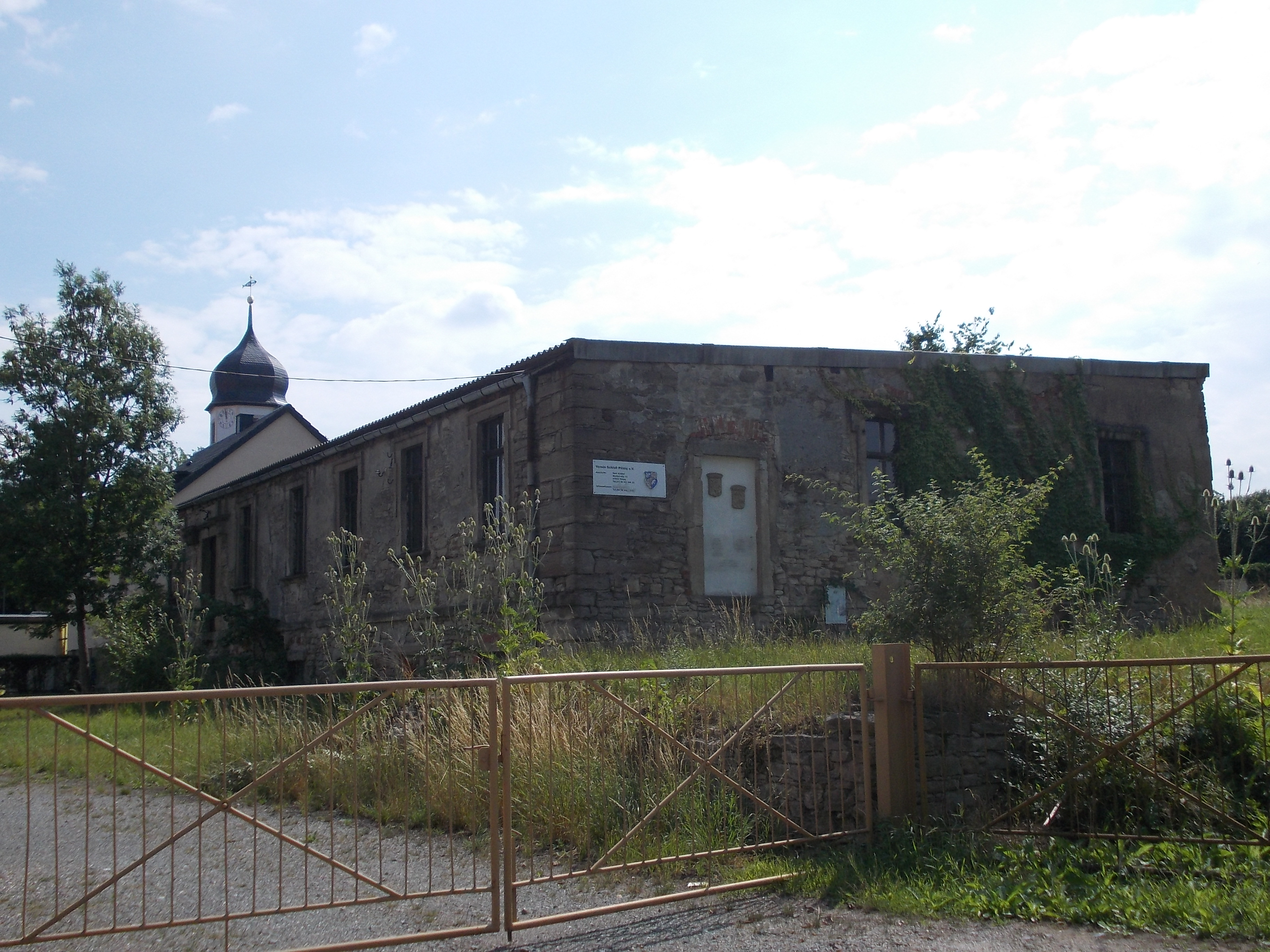
Pölzig, Schlossruine

Im 12. Jahrhundert erwähnte man eine Wasserburganlage mit Dorfkirche. Um 1800 war diese Anlage noch mit einem Wassergraben umgeben. Dazu gab es noch einen vierflügeligen Wirtschaftshof und ein Schloss. Erbaut wurde es 1686 bis 1687. Dieses Schloss war Besitz von Herzögen und Grafen sowie Prinzen. Unter Elias Andreas und Erdmann Heinrich Henckel von Donnersmarck wurde das Schloss in der ersten Hälfte des 18. Jahrhunderts zum Treffpunkt deutscher Pietisten. In der ersten Hälfte des 19. Jahrhunderts befand sich Pölzig in Besitz der Brüder Prinz Ernst und Prinz Albert von Sachsen-Coburg-Gotha.

## Die Entwicklung
Mehrere Brände um 1895 vernichteten Wirtschaftsgebäude und ein Mausoleum mit halbrunder Altarnische. 1936 sprengte man den Schlossturm und riss die Schlossmauern bis auf das noch heute vorhandene Erdgeschoss ab. Drei Jahre später wurde das Erbbegräbnis abgebrochen.

## Die Enteignung
1945 wurde das Gut im Zuge der Bodenreform enteignet. Das Herrenhaus wurde abgebrochen. Die Wirtschaftsgebäude, die Gutsscheune und das Brauhaus brach man ab. Bis heute sind nur die Schlossruine, das Torhaus, das Wasch- und Backhaus und die Wagenremise sowie Teile des Pferdestalls, des Kuhstalls und des Schäfereihofs erhalten geblieben.